# Antonio Alzamendi
Antonio Alzamendi Casas (* 7. Juni 1956 in Durazno) ist ein ehemaliger uruguayischer Fußballspieler und heutiger ‑trainer.

## Spielerlaufbahn

### Verein
Der 1,75 Meter große, ehemalige Rechtsaußen, der 1986 von der Zeitung El País zu Südamerikas Fußballer des Jahres gewählt wurde, begann seine Karriere in seiner Heimatstadt Durazno bei den Wanderers de Durazno. Über die Zwischenstationen bei Policial de Durazno gelangte er zum Erstligisten Sud América. Von dort führte ihn sein Weg ins Nachbarland Argentinien zu Independiente. Hier wurde er direkt in seinem ersten Jahr argentinischer Meister. Für die Argentinier erzielte er in insgesamt 202 Spielen 75 Treffer. Von 1982 bis 1983 folgte ein kürzerer Aufenthalt bei River Plate. Dort kam er 1982 in der Primera División Metropolitano (26 Spiele / sieben Tore) und 1983 in der Primera División Nacional Zona A (ein Spiel / kein Tor) zum Einsatz. 1983 zog es ihn nach Zwischenstation beim uruguayischen Spitzenverein Nacional weiter zu einem weiteren Auslandsaufenthalt beim mexikanischen Vertreter Tecos, für den er in den Spielzeiten 1983/84 und 1984/85 aktiv war. Elf Tore in 45 Partien stehen als Einsatzstatistik bei den Mittelamerikanern für ihn zu Buche. Nach Rückkehr in sein Heimatland zum montevideanischen Club Peñarol wurde er in Reihen der Aurinegros 1985 mit 13 Saisontoren Torschützenkönig der Primera División und gewann mit seinem Team die uruguayische Meisterschaft. Der nächste Schritt seiner Karriere sah die erneute Unterschrift unter einen Vertrag beim argentinischen Top-Klub River Plate vor. In der Folgezeit gewann er 1986 mit seiner Mannschaft sowohl die Copa Libertadores als auch das anschließende Endspiel gegen Steaua Bukarest um den Weltpokal, in dem er den einzigen und entscheidenden Treffer erzielte, sowie die Copa Interamericana 1987. 21 Tore standen nach den beiden Spielzeiten 1986/87 und 1987/88 für ihn zu Buche, dabei stand er in seiner letzten Saison für die Hauptstädter in 26 Begegnungen auf dem Platz. Nun wagte er den Sprung nach Europa zum spanischen Verein CD Logroñés, um schließlich am Ende seiner Karriere in der Apertura 1990 (neun Spiele, kein Tor) noch bei Deportivo Textil Mandiyú und dann wieder in seiner Heimat 1991 bei den Rampla Juniors in der Segunda División anzuheuern. Anschließend ist für ihn noch eine Station im selben Jahr bei Racing Durazno verzeichnet.

### Nationalmannschaft
Alzamendi war zwischen dem 25. April 1978 und dem 25. Juni 1990 in 31 Länderspielen für sein Heimatland aktiv. Dabei traf er 6-mal ins gegnerische Tor. Er nahm an den beiden Weltmeisterschaften 1986 und 1990 teil. Bei seinem ersten WM-Turnier konnte er dabei im Spiel gegen die Auswahl der Bundesrepublik Deutschland als Torschütze in Erscheinung treten. Beteiligt war er zudem an den beiden Titelgewinnen seines Heimatlandes bei der Copa América 1983 und der Copa América 1987.
Im Vorfeld der Weltmeisterschaft 1978 wurde er nach eigenen Angaben von Julio Grondona kontaktiert und ihm dabei seitens des argentinischen Verbandes Geld dafür geboten, die argentinische Staatsbürgerschaft anzunehmen und für Argentinien zu spielen. Dies lehnte er aber ab.

### Erfolge
- Argentinischer Meister: 1978
- Copa América: 1983
- Uruguayischer Meister: 1985
- Torschützenkönig der uruguayischen Primera División: 1985
- Südamerikas Fußballer des Jahres: 1986
- Copa Libertadores: 1986
- Weltpokal: 1986
- Copa Interamericana: 1987
- Copa América: 1987

## Trainertätigkeit
Nach seiner aktiven Karriere schlug er eine Trainerlaufbahn ein und absolvierte von 1992 bis 1993 eine Trainerausbildung am ISEF. In den Jahren 1992 bzw. 1993 wirkte er in Durazno Club Wanderers bzw. Club Central und wurde mit beiden Mannschaften jeweils Meister auf departamentaler Ebene. 1994 trainierte er den Club Santa Bernardina. 1994/95 zeichnete er auch für die Departamentoauswahl von Durazno verantwortlich, mit der er im Süden Uruguays Regionalmeister wurde. 1996 bis 1997 wirkte Alzamendi dann als Co-Trainer bei CD Logroñés. 1998 trainierte er in Peru den Club Sportivo Cienciano. Ebenfalls stehen 1998 eine Trainerstation beim Zweitligisten Central Español und 1999 bei den erstklassig antretenden Rampla Juniors für ihn zu Buche. In den Jahren 1999 bis 2000 hatte er die Trainerfunktion der Ligaauswahl der uruguayischen Segunda División inne. Zu seinem Trainerteam zählte Juan Antonio Tchakidjian als „preparador físico“. Auch 2001 beim Millenium Super Cup in Indien nahm er diese Funktion wahr. 2001 war er ebenfalls Trainer beim uruguayischen Zweitligisten El Tanque Sisley und beim australischen Verein Canberra Cosmos. 2002 wurde er in dieser Funktion bei Deportivo Maldonado unter Vertrag genommen. Nachdem er wenige Tage zuvor dort aus dem Traineramt geschieden war, übernahm er im April 2003 als Nachfolger des zuvor zum Nationaltrainer aufgestiegenen Juan Ramón Carrasco das Traineramt bei Centro Atlético Fénix. Bei den Montevideanern wurde er am 3. Mai 2004 entlassen. 2005 fand er eine neue Traineranstellung bei CSD Comunicaciones in Guatemala. Nachdem er in der vorangegangenen Spielzeit eine Trainerstation beim Club Sport Ancash absolviert hatte, war Alzamendi von Januar 2009 bis zu seinem Rücktritt und Ablösung durch den Argentinier Roque Alfaro im September des gleichen Jahres Trainer beim peruanischen Verein Total Chalaco aus der Stadt Callao.

## Sonstiges
Im September 2015 wurde berichtet, dass er seit einigen Jahren in Cardona im Departamento Soriano lebe.